# بني منصور الشمالبة (أولاد بوغادي)
بني منصور الشمالبة هي إحدى مشيخات المملكة المغربية، تتبع جغرافيا لإقليم خريبكة وإداريًا لأولاد بوغادي. يقدر عدد سكانها بـ 1,404 نسمة حسب الإحصاء الرسمي للسكان والسكنى لسنة 2004.